# تدرج بروتوني
التدرج البروتوني Proton gradient هو اختلاف مكاني متدرج أو زمني في تركيز البروتونات . أنها عملية حيوية هامة تساعد في تكوين أدينوسين ثلاثي الفوسفات ATP من أدينوسين ثنائي الفوسفات ADP في متقدرات الخلايا الحية. التدرج البروتوني إنه الفرق في تركيز البروتونات ( أيونات H+ المائية ) ، لكل مسافة أو فترة زمنية عبر حيز معين ، مثل جدار متقدرة . في الكائنات الحية من حيوان أو نبات ، نظرًا لتعريف قيمة الأس الهيدروجيني على أنها لوغاريتم تركيز H+ ، يتم استخدام تدرج البروتون وتدرج الأس الهيدروجيني بشكل مترادف.
يمكن أن تحدث تدرجات البروتون على مدى طويل (على سبيل المثال بين المسطحات المائية بقيم أس هيدروجيني مختلفة)  أو على مسافات قصيرة (على سبيل المثال في الأغشية الحيوية )  يمكن تمديدها. يسمى التغيير المفاجئ جدًا في التركيز بالتدرج غير المستمر .

## الخصائص
يتوافق كل تدرج تركيز مع جهد طاقة ΔH ينتج عن الاختلاف في المحتوى الحراري للمحلول أو انحدار تدرج تركيز البروتون ، وفي حالة التدرجات البروتونية ، أيضًا من طاقة التعادل . عند معادلة التركيزات بين المناطق ذات قيم الأس الهيدروجيني المختلفة ، يتم إطلاق الطاقة (تفاعل طارد للحرارة) ، والتي يمكن استخدامها من خلال الاقتران النشط .

## الكيمياء الحيوية
يمكن قياس تدرجات الأس الهيدروجيني على أغشية الخلايا الحية. وفقًا لنظرية التناضح الكيميائي ، فإن جهد الغشاء الكهروكيميائي ينتج من التدرج البروتوني ، والذي يستخدم خلال اقتران التناضح الكيميائي .
تُستخدم التدرجات البروتونية في الممارسة المختبرية الكيميائية الحيوية ، من بين أشياء أخرى ، في SDS-PAGE لتركيز البروتينات في هلام بولي أكريلاميد ، وفي التركيز الكهربي المتساوي ،  و في الطرد المركزي ،  وفي كروماتوغرافيا التبادل الأيوني  ، كما يستخدم في كروماتوغرافيا التقارب .

## التفاصيل
1. ↑  John A. Baross, Sarah E. Hoffman: Submarine hydrothermal vents and associated gradient environments as sites for the origin and evolution of life. In: Origins of Life and Evolution of the Biosphere. 15, 1985, S. 327, دُوِي:10.1007/BF01808177.
2. ↑  M. R. Gunner, M. Amin, X. Zhu, J. Lu: Molecular mechanisms for generating transmembrane proton gradients. In: Biochimica et Biophysica Acta. Band 1827, Nummer 8–9, 2013 Aug-Sep, ISSN 0006-3002, S. 892–913, دُوِي:10.1016/j.bbabio.2013.03.001, PMID 23507617, ببمد سنترال 3714358.
3. ↑  Gerhard Richter: Praktische Biochemie: Grundlagen und Techniken. Georg Thieme Verlag, 2003. ISBN 978-3-13-132381-1. S. 90.
4. ↑  Pier Giorgio Righetti: Immobilized pH Gradients: Theory and Methodology: Theory and Methodology. Laboratory Techniques in Biochemistry and Molecular Biology. Elsevier, 1990. ISBN 978-0-08-085889-0.
5. ↑  W. Borchard, A. Straatmann: Analytical Ultracentrifugation VI. Band 119 von Progress in Colloid and Polymer Science. Springer, 2003. ISBN 978-3-540-44672-9. S. 13.
6. ↑  Shuichi Yamamoto, Kazahiro Nakanishi, Ryuichi Matsuno: Ion-Exchange Chromatography of Proteins. In: Chromatographic Science Series. CRC Press, 1988. ISBN 978-0-8247-7903-0. S. 284.
7. ↑  Robert K. Scopes: Protein Purification: Principles and Practice. In: Springer Advanced Texts in Chemistry. Springer Science & Business Media, 1994. ISBN 978-0-387-94072-4. S. 154, 155.

اقرأ أيضا
*[[إيه تي بي-سينثاز]]